# Tachycnemis seychellensis
Genre
Synonymes
- Megalixalus Günther, 1869 "1868"

Espèce
Synonymes
- Eucnemis seychellensis Duméril & Bibron, 1841
- Megalixalus infrarufus Günther, 1869 "1868"

Statut de conservation UICN

 LC  : Préoccupation mineure
Tachycnemis seychellensis, unique représentant du genre Tachycnemis, est une espèce d'amphibiens de la famille des Hyperoliidae.

## Répartition
Cette espèce est endémique des Seychelles. Elle se rencontre sur les îles Mahé, Silhouette, Praslin et La Digue. Elle est présente jusqu'à 500 m d'altitude,.

## Étymologie
Son nom d'espèce, composé de seychell[es] et du suffixe latin -ensis, « qui vit dans, qui habite », lui a été donné en référence au lieu de sa découverte.

## Publications originales
- Duméril & Bibron, 1841 : Erpétologie générale ou Histoire naturelle complète des reptiles, vol. 8, p. 1-792 (texte intégral).
- Fitzinger, 1843 : Systema Reptilium, fasciculus primus, Amblyglossae. Braumüller et Seidel, Wien, p. 1-106 (texte intégral).